# 木村友重
木村 友重（きむら ともしげ、天正13年（1585年） - 承応3年4月8日（1654年5月24日））は、安土桃山時代から江戸時代前期にかけての紀州藩の武士、剣豪。運籌流、柳生流（柳生新陰流）。 諱は友重、号は矩泰。幼名・通称の木村助九郎で知られる。柳生宗矩の門弟筆頭とされ、後世では柳生四天王に数えられた。

## 経歴
天正13年（1585年）、大和国邑地（現在の奈良県邑地町）の浪人木村伊助の子として生まれる。父と共に浪人した後、邑地に隣接する柳生庄（奈良市柳生町）を治める剣豪・柳生宗厳（石舟斎）への出仕が叶う。やがて江戸に移り、宗厳の子・柳生宗矩に剣を学んで頭角を表し、元和7年（1621年）に宗矩が後の三代将軍・徳川家光（当時竹千代）の兵法指南役に就任してからは、宗矩が家光を指導する際の受太刀にも抜擢された。
40歳を過ぎたころ、家光の弟徳川忠長に推挙されて駿河に移る。『木村家家譜』によると、駿河に出仕してからも家光の命で出府することが度々あり、宗矩の登城に同行して家光の稽古相手を務めたとある。江戸での滞在は一年に及んだこともあり、ある時には他流を使う者との試合を命じられて勝利を収めて白銀を拝命したという。
寛永11年（1634年）、主君・忠長が幕命により改易の上切腹して果てたが、友重はその年のうちに 紀州徳川家の徳川頼宣に600石で仕官することができ、和歌山に移住する。寛永16年（1639年）2月14日54歳の時、大病にかかった家光が諸藩の武芸者を集めて兵法を上覧した際には、師・宗矩の子息である柳生三厳（十兵衛）、柳生宗冬等と共に武芸を披露した。『木村家家譜』よるとこの時、友重は久保式部省輔と3試合、阿部式部小輔と3試合、鵜殿惣十郎と4試合を戦い、すべての試合で小太刀を使い勝利を収めたという。家光は大いに喜び「（友重のことは）幼少の頃からよく知っていたものの、高齢なこともあり、これほどの強さを見せるとは思わなかった」として白銀10枚と時服を与えた。
慶安元年（1648年）63歳の時、頼宣の継嗣・徳川光貞に従って江戸詰めとなる。江戸にいる間、家光が師・宗矩の下屋敷を訪問する際に、友重も召されて剣術を演じることがしばしばあり、これを知った頼宣から宗矩の下屋敷を自由に行き来することを許された。
慶安4年（1651年）3月6日、死の床にあった家光を慰めるため、諸国の武芸の達人が江戸城に召集されて連日兵法上覧が行われると、友重も豊富な経験を買われて紀州藩士田宮平兵衛長家と共に藩を代表して武芸を披露した。
承応2年（1653年）に国詰めとなって和歌山に戻り、その翌年の承応3年（1654年）4月8日に病死。享年70。光貞からは香典として白銀五枚が授与された。友重の死後は嫡子木村助九郎友安が跡をつぎ、子孫は代々剣術指南役をつとめた。
　

## 一族
木村家の系譜は明らかではないものの、『木村家家譜』によると父の伊助は大和の豪族・古市氏に仕えていたが、古市氏が大和の支配を巡った筒井氏との争いに敗れて没落したために邑地で浪人になったとされる。その後大和を支配した豊臣秀長の家臣・長野五郎衛門が邑地を訪れ、田中玄斎という者を成敗しようとしたとき、伊助は逃走した玄斎を捕らえて単身で討ち果たす手柄を立てたが、その際に受けた傷が元で左手に障害が残ったために仕官は叶わなかった。後に友重が駿河徳川家へ仕官することになった折に、柳生宗矩の働きかけで伊助も召し抱えられる運びとなったものの、駿河に出仕する前に伊助は死去したという。

## 子孫
友重の所領600石は嫡子・友安が残らず相続したが、友安が死去した際にその子・兵九郎友則が幼少であった事から三十人扶持に減らされた。友安が成長してからは40石を給せられて、以降子孫は代々40石で仕えた。
江戸時代最後の当主木村金吾友重（木村金吾友重）は家業の剣術指南役を務めたが、明治維新以降は士族となり、廃藩置県で紀州藩の保護を失った漆器職人を束ねて紀州漆器の生産をはじめる。妻・セ乃の実家である豪商だった南家の支援を得て、貿易のために南家所有の船で欧州などへ漆器の海外輸出に着手する。商売の都合上、身分階級は士族のまま一時的に配偶者の南姓を名乗ることとなり、木村友重から南友重となる。以降、その長男・南若松、孫・南國一と紀州漆器の生産に携わり、苗字も木村姓に戻さず、木村友重の子孫は、今日まで南姓を名乗る。

## 流儀
はじめ師の流名をはばかって自らの流儀を運籌流と称していたが寛永11年（1635年）に柳生流を公称することを許され、運籌流は二代目として同門の出淵平兵衛（越前松平家）に譲られた。後に平兵衛も柳生流を称することを認められたため、運籌流は柳生家に返上された。

## 著書
65歳のときに 『兵法聞書』を著述する（奈良芳徳禅寺蔵）。成立は正保年間（1644年-1647年）。全98項目から成り、三厳（十兵衛）と宗矩の兵法談を伝聞体で箇条書きにしてまとめている。柳生流の構え、燕飛、一刀両段、無刀取、理・心・裏に至る点について説いている。

## 伝記・史料
- 伝記
  - 南紀名臣伝畧
  - 木村家譜
  - 南陽語叢
  - 日本剣道史（1960年5月15日、山田次朗吉、再建社）
  - 日本剣豪列伝（教養文庫、江崎俊平）
- 史料
  - 不審庵伝来 元伯宗旦文書（1971年、茶と美舎、千宗左編）
  - 新編 元伯宗旦文書（2008年、不審庵文庫、千宗左監修、千宗員編）